# Дубовий гай (Хорол)
Дубо́вий гай — ботанічна пам'ятка природи місцевого значення в Україні. Розташоване в межах міста Хорол Полтавської області, на території Хорольського ботанічного саду (між вул. Небесної Сотні та пров. Фруктовим). 
Площа 1 га. Статус присвоєно згідно з рішенням облвиконкому № 671 від 28.12.1982 року. Перебуває у віданні КП «Комунсервіс». 
Статус присвоєно для збереження понад 100 вікових дубів.